# الأزمة العسكرية البرازيلية 2021

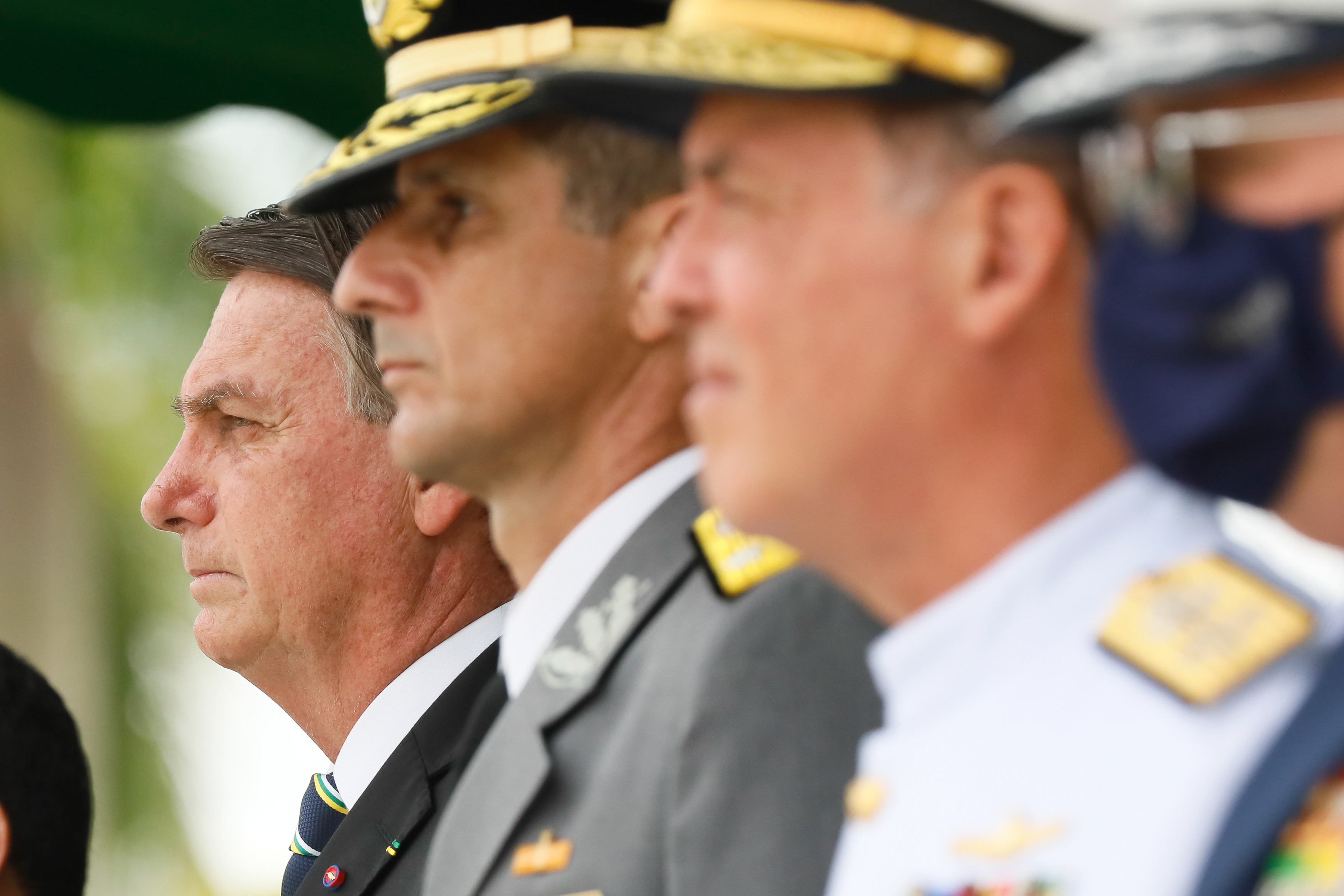
الرئيس جاير بولسونارو والسلطات العسكرية، ديسمبر 2020

الأزمة العسكرية البرازيلية 2021 وقعت في مارس 2021 عندما استقال كبار المسؤولين العسكريين في البرازيل ردًا على محاولات الرئيس جايير بولسونارو تسييس القوات المسلحة. منذ بداية حكومته، عيّن بولسونارو عددًا غير مسبوق من الأفراد العسكريين في المناصب المدنية، سعياً للحصول في مقابل ذلك على دعم من الجيش، بما في ذلك خلال المظاهرات العامة المؤيدة لسياسات حكومته وضد الإجراءات التي اتخذها المحافظون. لمواجهة جائحة كوفيد 19، بالإضافة إلى الدعوة إلى مرسوم دولة الدفاع، كوسيلة لزيادة صلاحياتها.
في 29 مارس بعد أن أطلق الرئيس إقالته، أعلن وزير الدفاع فرناندو أزيفيدو إي سيلفا أنه احتفظ بالقوات المسلحة كـ «مؤسسات دولة». في اليوم التالي قام القادة إدسون بوجول (الجيش) وإلكيس باربوسا (البحرية) بالإستقالة، واستقال أنطونيو كارلوس موريتي بيرموديز (سلاح الجو)، في عمل غير مسبوق في جمهورية نيو ريبابليك. سعت الاستقالة الجماعية للقادة إلى إظهار معارضتهم لأي تدخل سياسي من قبل الجيش. ومع ذلك ولدت الأزمة مخاوف تتعلق بتسييس القوات المسلحة وإمكانية قيام الرئيس بولسونارو بالتخطيط لانقلاب ذاتي.

## سياق الأزمة
أدى بولسونارو اليمين الدستورية في يناير 2019، ومنح وهو نقيب متقاعد ومؤيد سيء السمعة للديكتاتورية العسكرية، القوات المسلحة مساحة غير مسبوقة في الإدارة العامة الفيدرالية خلال حكومات ما بعد إعادة الديمقراطية. في الوقت نفسه أشاد الرئيس مرارًا وتكرارًا بإجراءات الحكومات العسكرية، وأمر بإحياء ذكرى انقلاب 1964، مشيرًا إلى أن «الديمقراطية والحرية لا توجد إلا عندما تريد القوات المسلحة ذلك» وهاجم مؤسسات الجمهورية باستمرار، مثل الكونغرس الوطني والسلطة القضائية، التي «قاومت الهجوم بدعم شعبي قوي».
بدءًا من عام 2020 ومع تقدم جائحة كوفيد، تبنى بولسونارو موقفًا إنكارياً و «فوضويًا»، كونه أحد قادة العالم القلائل لتقليل عواقب المرض. ويعارض إجراءات العزل التي اتخذها حكام الولايات، بحجة أنها تضر بالاقتصاد، وطعن في المحكمة الاتحادية العليا لإلغاء هذه الإجراءات، لكن المحكمة رفضت ادعاءاته أكثر من مرة، في عام 2020 و2021 بسبب الاختصاص المشترك بين البلديات والولايات والاتحاد لتحديد السياسات المتعلقة بالصحة العامة المنصوص عليها في الدستور الاتحادي.
في مواجهة قرارات الكونفرس، ادعى بولسونارو أنه لا يمكنه اتخاذ أي إجراء ضد الوباء. في أغسطس 2020، ذكرت مجلة بياوي أنه في شهر مايو من ذلك العام، خلال واحدة من أسوأ الأزمات بين السلطة التنفيذية والسلطة القضائية أراد بولسونارو إرسال قوات إلى المحكمة الفيدرالية لأنه يعتقد أن القضاة تجاوزوا الخط في قراراتهم وقللوا من حكمه، وسيتم استبدال القضاة. في النهاية تخلى الرئيس عن الفكرة بعد أن نشر الجنرال أوجوستو هيلينو مذكرة تنتقد المحكمة.
تحت إدارة بولسونارو سجلت ميزانية القوات المسلحة ارتفاعًا تاريخيًا. في إصلاح المعاشات التقاعدية لعام 2019، تصرف بولسونارو للحفاظ على بنسات للجيش، مثل إعادة التعديل والحق في التقاعد مع آخر راتب. في المقابل كان الرئيس يأمل في حشد المزيد من الدعم والتعبير عن الولاء من الجيش الذين كانوا سيشاركون بشكل مباشر في سياسات الحكومة. في عام 2021 بدأ بولسونارو في مطالبة قائد الجيش إدسون بوجول بموقف مماثل للقائد السابق إدواردو فيلاز بوا الذي انتقد خصوم الرئيس السياسيين على الشبكات الاجتماعية، مثل الرئيس السابق لويس إيناسيو لولا دا سيلفا. حاول بولسونارو طرد بوجول لكن وزير الدفاع فرناندو أزيفيدو إي سيلفا رفض القيام بذلك.
في مارس 2021 ساء الوباء، وتراجعت شعبية بولسونارو وتزايد رفض بولسونارو لطريقة تعامله مع الوباء. وفي الشهر نفسه استجوب الرئيس أمام المحكمة العليا بخصوص القواعد التي تقيد الأنشطة التي يصدرها المحافظون، على أساس أنها تميزت بإجراءات استثنائية، مثل حالة الدفاع وحالة الحصار، والتي لا يمكن إلا له أن يفرضها. تم رفض الدعوى من قبل أعلى محكمة. في معرض ملاحظته للإجراء المقترح رأى أستاذ القانون والاس كوربو «من خلال هذا الإجراء في المحكمة الفيدرالية، فإن ما يحاول القيام به من ناحية هي إزالة مسؤوليته عن حالة الأزمة، ومن ناحية أخرى إضفاء الشرعية على أعماله، الإجراءات إذا أراد إعلان حالة الحصار في المستقبل لاحتواء النقد واحتواء المعارضة».
وفقًا للمعلومات التي أبلغ عنها أفراد عسكريون، اقترح بولسونارو على الوزير أزيفيدو إي سيلفا للقوات المسلحة الضغط على الكونجرس لتمرير حالة الدفاع، وهي الفكرة التي رفضها أزيفيدو إي سيلفا. في مارس 2021 نفى بولسونارو لرئيس المحكمة لويز فو، أنه ينوي إعلان حالة الحصار. ومع ذلك وفي نفس الفترة أرسل مكتب الرئيس بولسونارو رسالة إلى العديد من وكالات الإدارة العامة لتحليل التمثيل الذي اقترح إعلان حالة الدفاع والتدخل الفيدرالي في حكومات الولايات، من المفترض أن تحقق في اختلاس الموارد العامة. واعتبر مساعدو الرئاسة إرسال الوثيقة «مجرد روتيني».